# Iederwijs-Schule
Iederwijs war ein niederländisches Schulmodell, das sich hauptsächlich am Sudbury-Modell und am Pädagogen Kees Boeke orientierte.
- Kinder haben die gleichen Rechte wie Erwachsene.
- Kinder können alles lernen, was sie wollen, sofern der Impuls von ihnen selbst kommt; die Anbieter (d. h. Lehrer und sonstige Mitarbeiter) assistieren ihnen dabei und lassen ihnen ansonsten weitgehende Freiheit.

## Alleinstellungsmerkmale
Da das Sudbury-Modell keine genauen Vorgaben macht, sind die Unterschiede naturgemäß fließend. So wurden bei Iederwijs Entscheidungen in Anlehnung an die Ideen Kees Boekes nach dem von ihm als Soziokratie bezeichneten Konsent-Verfahren getroffen: Eine Entscheidung gilt demnach als einstimmig angenommen, sofern es keinen Einspruch gibt. Dagegen werden bei den meisten anderen demokratischen Schulen Entscheidungen mit der einfachen Mehrheit getroffen.